# Chicago Shamrox
Chicago Shamrox – zawodowa drużyna lacrosse grająca w National Lacrosse League w dywizji wschodniej. Drużyna rozpoczęła zmagania w NLL w 2007 roku. Na nazwę zespołu został ogłoszony konkurs. Nazwa Shamrox zwyciężyła spośród 1500 propozycji.

## Informacje
- Data założenia: 2006
- Trener: Jamie Batley
- Manager: Jamie Batley
- Arena: Sears Centre
- Barwy: zielono-czarno-pomarańczowe

## Osiągnięcia
- Champion’s Cup:-
- Mistrzostwo dywizji:-

## Wyniki
W-P Wygrane-Przegrane, Dom-Mecze w domu W-P, Wyjazd-Mecze na wyjeździe W-P, GZ-Gole zdobyte, GS-Gole stracone
| Sezon | W-P  | Dom | Wyjazd | GZ  | GS  | Playoffs   |
| ----- | ---- | --- | ------ | --- | --- | ---------- |
| 2007  | 6-10 | 4-4 | 2-6    | 176 | 191 | Bez awansu |
| Razem | 6-10 | 4-4 | 2-6    | 176 | 191 |            |

## Skład
- Bramkarze:
  -  Brandon Miller
  -  Derek Collins
- Obrońcy:
  -  Carter Livingstone
  -  Darryl Gibson
  -  Drew Candy
  -  Kyle Dupont
  -  Mike Kirk
  -  Bill McGlone
  -  Cam Woods
- Napastnicy:
  -  Chris Panos
  -  Jon Harasym
  -  Jason Clark
  -  Mat Giles
  -  Bryan Kazarian
  -  Cody Jacobs
  -  Cory Leigh
  -  Tom Montour
  -  Josh Wasson-McQuigge